# اغوزلی
اغوزلی (به ترکی استانبولی: Oğuzeli، به کردی: Tilbişar) یک منطقهٔ مسکونی در ترکیه است که در استان غازی عینتاب واقع شده‌است.